# Joaquín Aros
Joaquín Esteban Aros Melgarejo (* 23. Januar 1996 in Talcahuano) ist ein chilenischer Fußballspieler, der in der Innenverteidigung oder im defensiven Mittelfeld eingesetzt wird.

## Karriere
Joaquín Aros, Sohn von Profifußballspieler Mauricio Aros, spielte ab 2014 in der Primera B bei Deportes Temuco. 2016 gelang dem Klub als Meister der Aufstieg in die höchste chilenische Spielklasse. Dort hielt sich der Klub zweieinhalb Jahre, stieg dann aber wieder in die Zweitklassigkeit ab. 2021 wechselte der Defensivspieler zu Ligakonkurrent Deportes Santa Cruz, für den er zwei Jahre auflief und dann zu einem weiteren Ligakonkurrenten Deportes Iquique ging. Nach nur zwei Wochen und noch vor seinem Debüt bei Iquique erlitt Aros einen Kreuzbandriss, der ihn für den Großteil der Saison außer Gefecht setzte. Der Klub stieg als Tabellenzweiter über die Play-off-Spiele in die erste Liga auf. Im Februar 2024 gab Aros seinen Wechsel in die Segunda División zu Trasandino bekannt. Ein Jahr später wechselte er zum Ligakonkurrenten Deportes Linares.

## Erfolge
Temuco
- Zweitligameister: 2015/16